# 江原真二郎
江原 真二郎（えはら しんじろう、1936年10月12日 - 2022年9月27日） は、日本の俳優。京都府京都市出身。身長170cm。血液型はB型。1960年代前半まで、江原 眞二郎とクレジットタイトルで表記されていた。本名は土家 基定。アズユー所属。

## 経歴・人物
生家は京都の島原近く。父は悉皆屋を営んでいた。兄が居る。父が悉皆屋を辞めて転職したことにより、家も島原近辺から西大路七条、今出川と京都市内を転々とする。
日本通信学校高等部卒業。高校生時代は野球部で活動、また学生時代はバレーボールの選手だったこともあった。
高校卒業後、元々東映の時代劇映画が好きなことや、知人に音響係をしていた人がいた関係もあり、また兄の勧めもあって1954年1月末に東映京都撮影所へ入所。氷屋のアルバイトで東映京都撮影所へ出入りしていたところスカウトされた。
最初の映画の仕事は『殴り込み二十八人衆』（萩原遼監督）の京都・嵐山ロケ。最初は大部屋俳優だったが、映画監督の今井正により、1957年の映画『米』の主役に抜擢され、これを出世作とした。同作で中原ひとみと初めて出会った。東映時代に今井監督や家城巳代治監督に役作りを学ぶ。
文芸・恋愛・アクション・時代劇と二枚目から敵役まで主演・助演と演じてきた。1962,3年の映画『宮本武蔵 般若坂の決斗』、『宮本武蔵 二刀流開眼』、『宮本武蔵 一乗寺の決斗』では吉岡清十郎に扮している。
1967年、東映を退社しフリー。岡田茂東映プロデューサーが敷いた「東映ギャング路線」や「東映任侠路線」で売り出されていたため、大映作品に数本出たのち、1969年の日活『無頼 殺せ』に出演。この際、岡田から「東映を辞めた者がなぜ日活で同じような映画に出ているのか」と怒鳴られたという。自身でも「日活で東映みたいなことを毎日やって不思議だ」と撮影の合間に思っていたという。
1960年代半ばからテレビドラマや他社映画にも活動の場を広げる。1964年、長門裕之・南田洋子とともに人間プロダクションの設立に参加。
1960年に女優の中原ひとみと結婚。中原を初めて見たのは、1955年の映画 『源義経』の撮影現場で、その後、自身の出世作となった映画『米』で兄妹役として共演したのが結婚のきっかけとなっている。1960年4月18日に椿山荘で挙式、媒酌人は当時の東映社長の大川博が務めた。
長男の歩、長女の里織、そして妻とライオン歯磨(現・ライオン)の歯磨き粉「ホワイト&ホワイト」のテレビCMに家族4人で出演、このCMは1972年から1982年まで10年間続いた。その後子供2人は芸能界入りした。
2022年9月27日、進行性核上性麻痺により神奈川県横浜市内の施設において死去した。85歳没。訃報は約3か月後の12月9日に明らかにされた。

## 受賞歴
- 1996年 - 第22回菊田一夫演劇賞[15]
- 2000年 - 第10回日本映画批評家大賞 ゴールデン・グローリー賞[16]

## 出演

### 映画
※はキネマ旬報ベストテンにランクインした作品
- 若い瞳（1954年、東宝） ※
- 逆襲獄門砦（1956年、東映）
- 水戸黄門漫遊記 怪力類人猿（1956年、東映京都） - 水戸綱条
- 米（1957年、東映） ※
- 船頭姉妹（1957年、東映）
- 純愛物語 Geschichte einer wahren Liebe（1957年、東映） ※
- どたんば（1957年、東映） ※
- 裸の太陽 Die Nackte Sonne（1958年、東映） ※
- 東京べらんめえ娘（1958年、東映）
- 台風息子 最高殊勲の巻（1958年、東映）
- 台風息子 修学旅行の巻（1958年、東映）
- べらんめえ芸者（1959年、東映）
- 鹿島灘の女（1959年、東映）
- 素晴らしき娘たち（1959年、東映）
- 秘密（1960年、東映）
- 多羅尾伴内 七つの顔の男だぜ（1960年、東映）
- あれが港の灯だ（1961年、東映） ※
- 花と嵐とギャング（1961年、東映）
- 宇宙快速船（1961年、ニュー東映） - 柳田理学士
- 湖畔の人（1961年、東映）
- 恋と太陽とギャング（1961年、東映）
- 太平洋のGメン（1962年、東映）
- 宮本武蔵 般若坂の決斗（1962年、東映京都） - 吉岡清十郎
- 松本清張のスリラー 考える葉（1962年、東映）
- 暗黒街の顔役 十一人のギャング（1963年、東映） - 海老名
- 第八空挺部隊 壮烈鬼隊長（1963年、東映）
- ギャング対Gメン 集団金庫破り（1963年、東映）
- 暴力街（1963年、東映）
- 最後の顔役（1963年、東映）
- 武士道残酷物語 Bushido - Sie lieben und sie töten（1963年、東映京都） ※
- 陸軍残虐物語（1963年、東映）
- 宮本武蔵 二刀流開眼（1963年、東映京都） - 吉岡清十郎
- 海軍（1963年、東映）
- おれは侍だ! 命を賭ける三人（1963年、東映）
- 続・王将（1963年、東映）
- 宮本武蔵 一乗寺の決斗（1964年、東映京都） - 吉岡清十郎
- ジャコ萬と鉄（1964年、東映）
- ならず者（1964年、東映）
- 狼と豚と人間（1964年、東映）
- 肉体の盛装（1964年、東映）
- 刑事(デカ) （1964年、東映） - 大平伸夫
- 顔役（1965年、東映）
- にっぽん泥棒物語（1965年、東映） ※
- 怪談せむし男（1965年、東映）
- 股旅 三人やくざ (1965年)
- 昭和残侠伝（1965年、東映）
- 愛欲（1966年、東映）
- 喜劇 急行列車（1967年、東映）
- 毒薬の匂う女（1967年、大映）
- 恐喝こそわが人生（1968年、東映）
- 眠狂四郎悪女狩り（1969年、大映京都）
- 無頼 殺せ（1969年、日活）
- 博徒百人（1969年、日活）
- 幕末（1970年）
- 非行少年 若者の砦（1970年、日活）
- 戦争と人間 第一部 運命の序曲（1970年、日活） ※
- 婉という女（1971年）
- 戦争と人間 第二部 愛と悲しみの山河（1971年、日活） ※
- 軍旗はためく下に（1972年、東宝） ※
- あゝ声なき友（1972年）
- 影狩り（1972年）
- 戦争と人間 第三部 完結篇（1973年、日活） ※
- あゝ決戦航空隊（1974年、東映）
- 妖婆（1976年）
- 巨人軍物語 進め!!栄光へ（1977年）
- 日蓮（1979年、松竹）
- わが青春のイレブン（1979年、東映）
- 軽井沢夫人（1982年、にっかつ）
- 走れリュウ（1986年） - 主演
- スケバン刑事 風間三姉妹の逆襲（1987年、東映）
- 江戸城大乱（1991年、東映） - 大久保忠朝
- パ★テ★オ（1992年、松竹）
- グランドシネマ 坂東玉三郎 日本橋（2014年、松竹）
- 薩チャン正ちゃん〜戦後民主的独立プロ奮闘記（監督・池田博穂、2015年） - ナレーション

### テレビドラマ
- 虹の設計（1964年、NHK）
- スパイキャッチャーJ3（1965年 - 1966年、NET） - J2
- 氷壁（1967年、NTV）
- もがり笛（1967年 - 1968年、TBS系列の木下恵介アワー）
- ザ・ガードマン (TBS)
  - 第110話「栄光への罠」（1967年）
  - 第147話「交通殺人」（1968年）
- 鬼平犯科帳 第1部第7話「暗剣白梅香」（1969年、NET） - 金子半四郎
- 鞍馬天狗（1969年、NHK） - 堂前右近
- 花王愛の劇場 / 新妻鏡（1969年、TBS）
- 大坂城の女（1970年、KTV）
- 張込み（1970年 - 1971年、NTV） - 石井
- 大忠臣蔵（1971年、NET）- 片岡源五右衛門
- 女人武蔵（1971年、KTV）
- 徳川おんな絵巻（1971年、KTV）
  - 第19話「可愛い悪魔」
  - 第20話「呪われた恋」
- 銀河ドラマ / ゼロの焦点（1971年、NHK） - 鵜原憲一
- 軍兵衛目安箱 第7話「十三両の金」（1971年、NET） - 文造
- 遠山の金さん捕物帳 （NET）
  - 第65話「鼻ッつまみの男」（1971年）- ゲジゲジの佐太郎
  - 第104話「桜吹雪に泣く女」（1972年）- 一色左馬之介
- 荒野の素浪人 第1シリーズ第1話「乱闘 辰の上刻」（1972年、NET）
- 半七捕物帳 第14話「三河万歳」（1972年、NET）
- 忍法かげろう斬り 第20話「くノ一と大盗賊」（1972年、KTV） - 塚田文治郎
- 眠狂四郎 第4話「円月 殉愛を斬る」（1972年、KTV）
- 赤ひげ（1972年、NHK）
- 子連れ狼 (NTV)
  - 第1部 第13話「お千代舟」（1973年） - 早瀬東吾
  - 第3部（1976年） - 公方
- 右門捕物帖 第2話「燃える男」（1974年、NET）
- 事件狩り 第10話「うそ」（1974年、TBS）
- 伝七捕物帳（NTV） 
  - 第31話「島から来た花嫁」（1974年）- 辰吉
  - 第81話「罠を斬った包丁」（1975年）- 朝吉
- ふりむくな鶴吉 第39話「あぶら照り」（1975年、NHK）
- Gメン'75 第19話「デカ部屋の悪霊」（1975年、TBS） - 北森周平
- 桃太郎侍 第9話「伊之助慕情」（1976年、日本テレビ） - 栄次
- 水戸黄門 （TBS）
  - 第8部 第1話「薩摩へ向う世直し旅 -江戸-」（1977年1月18日） - 徳川綱吉
  - 第34部 第13話「贋作描いた御老公!? -久保田-」（2005年4月18日） - 尾形清庵
- 土曜ドラマ / 高層の死角（1977年、NHK） - 橋本企画部長
- 横溝正史シリーズ / 悪魔が来りて笛を吹く（1977年、MBS） - 椿英輔
- 森村誠一シリーズ / 腐蝕の構造（1977年、MBS） - 松尾俊介
- 鳴門秘帖（1977年、NHK）
- Yの悲劇（1978年、CX）
- 土曜ワイド劇場 (ANB)
  - さそり座の女（1978年） - 藤川隆一郎
  - 血痕 弘前大学教授夫人殺害事件 私は殺していない（1979年）
  - 翔んでる女II アメリカ橋首なし殺人事件（1980年） - 一柳敬之
  - 華麗な殺しの三重奏 決闘の女（1980年）
  - 幻の女 離婚殺人の罠（1981年）
  - 裸の家族（1986年） - 神代
  - 赤いネックレスの女（1987年） - 有村昌三
  - 豪華フェリー殺人事件13（2002年） - 川原英雄
- 大河ドラマ (NHK)
  - 草燃える（1979年） - 梶原景時
  - 徳川家康（1983年） - 石川数正
  - 北条時宗（2001年） - 高師氏
- 新・座頭市 第3シリーズ第10話「市の茶碗」（1979年、CX） - 夢七
- 不毛地帯（1979年、MBS） - 川又伊佐雄
- 鬼平犯科帳 第1シリーズ 第4話「一本眉」（1980年、テレビ朝日 / 東宝） - 清州の甚五郎
- ザ・サスペンス / 妻は告白する（1983年、TBS） - 滝川亮吉
- 大奥 第39話「盗まれた青春」（1984年、KTV） - 山内伊賀亮
- NHK新大型時代劇 / 宮本武蔵（1984年、NHK） - 青木丹左衛門
- 乾いて候（1984年、CX）
- ニュードキュメンタリードラマ昭和 松本清張事件にせまる 第7回「下山総裁怪死事件 マイ・レール・ロード」（1984年、ANB） - 下山定則
- 火曜サスペンス劇場 (NTV)
  - 冷ややかな情死（1984年） - 架山寛
  - 面影は共犯者（1985年） - 武原知之
  - 禁じられた結婚（1987年6月）
  - ジューンブライド・ママ（1988年6月14日） - 岩谷理事長
  - 顔のない告発者（1990年9月）
  - 松本清張スペシャル 中央流沙（1998年8月） - 戸叶事務次官
- ドラマ人間模様 / 花へんろ 風の昭和日記（1986年、NHK）
- 金曜女のドラマスペシャル / Wの悲劇（1986年、CX） - 和辻道彦
- 月曜ドラマランド / とっておき家族（1987年、CX） ※家族4人で共演
- 月曜・女のサスペンス 夏樹静子トラベルサスペンス / 青函特急から消えた男（1988年、TX） - 岡本
- 直木賞作家サスペンス / ドントディスターブ（1989年、KTV）
- 京一輪（1989年 - 1990年、YTV）
- 必殺スペシャル・秋 仕事人vs仕事人 徳川内閣大ゆれ! 主水にマドンナ（1989年、ABC） - 脇坂常陸守
- 銭形平次 第1シリーズ第1話「九尾の狐」（1991年、CX） - 雅扇堂
- 鬼平犯科帳 第2シリーズ 第18話「下段の剣」（1991年、CX） - 松岡重兵衛
- 忠臣蔵 風の巻・雲の巻（1991年、CX） - 柳沢出羽守
- 影狩り（1992年、CX / 国際放映） - 飯岡頼母
- 連続テレビ小説 (NHK)
  - ええにょぼ（1993年）
  - こころ（2003年）
- 女系家族（1994年、TX） - 矢島嘉蔵
- 棘・おんなの遺言状（1997年、NHK）
- 月曜ドラマスペシャル / 検視官江夏冬子3 京都奥嵯峨殺人絵巻（1998年、TBS） - 嵯峨錦秋
- 金さんVS女ねずみ 第18話「いじめられた息子!父の復讐」（1998年、ANB） - 江藤吾市
- 晴れ着ここ一番（2000年、NHK）
- 月曜ミステリー劇場 / 浅見光彦シリーズ20 崇徳伝説殺人事件（2005年、TBS）
- 木曜時代劇 (NHK)
  - 慶次郎縁側日記 第3シリーズ（2006年） ※妻・中原ひとみと共演
  - 柳生十兵衛七番勝負 最後の闘い（2007年） - 木村助九郎
- ドラマスペシャル・白洲次郎（2009年） - 牧野伸顕
- 月曜ゴールデン (TBS)
  - 十津川警部シリーズ41 寝台特急殺人事件（2009年）
  - 浅見光彦シリーズ29 菊池伝説殺人事件（2011年） - 菊池武信
  - 浅見光彦シリーズ32 天河伝説殺人事件（2013年）
- 土曜時代劇 / 桂ちづる診察日録（2010年、NHK） - 鶴屋南北
- BS時代劇 / テンペスト（2011年、BS-P） - 与那原親方

### 舞台
- 美空ひばり特別公演
  - ひばりの森の石松
  - 富士に立つ若武者より 北条政子
  - あづま女に京男
- 島倉千代子特別公演 江島
- 錦秋特別公演 若大将天下ご免
- 川中美幸特別公演 生命賭けます 恋の花道
- 森進一特別公演 人情浪人物語 春を呼ぶ男
- 村田英雄特別公演 人生劇場 残侠篇
- 都はるみ特別公演 おやこ御輿』
- 大月みやこ特別公演 曽根崎心中 お初燃える恋』
- 森昌子特別公演 この春恋一番
- 藤あや子特別公演 滝の白糸
- 中村美律子特別公演 雲の上の青い空 中村美律子物語
- 氷川きよし颯爽公演 草笛の音次郎
- 鶴来屋おゆう
- 風流夢大名
- 女たちの忠臣蔵
- 江戸情話 さくら吹雪（2007年）
- 花嫁（2008年3月）
- 母の贈物（2009年10月4日 - 10月13日、三越劇場）
- 坂本冬美・藤あや子 恋はいたずら（2011年1月5日 - 1月27日、博多座）
- 吉良きらきら（2011年・2014年） - 吉良上野介義央 ※最後の出演作品[17]
- 坂東玉三郎 日本橋（2013年12月 日生劇場）

### 吹き替え
- リッチマン・プアマン, リッチマン・プアマン (パート2) - ピーター・ストラウス ※NHK版

### CM・OV
CM
- ライオン歯磨「ホワイト&ホワイトライオン」（家族で共演）
- 愛眼（夫婦で共演）
- 森永乳業

オリジナルビデオ
- 松方弘樹の名奉行金さん2009（2009年）

## ディスコグラフィー
シングル
- 「男の星座」（作詞：石本美由紀、作曲：上原げんと。1958年7月発売。コロムビア）
- 「トラムペットの青春」（作詞：石本美由紀、作曲：上原げんと。1958年7月発売。コロムビア）